# مؤسسة الملك عبد الله الإنسانية
مؤسسة خادم الحرمين الشريفين الملك عبد الله بن عبد العزيز آل سعود العالمية للأعمال الإنسانية، وتُعرف اختصارًا ب"مؤسسة الملك عبد الله الإنسانية"، هي مؤسسة مانحة غير حكومية ومختصة في المشاريع والمبادرات الإنسانية والإغاثية، تم إنشاؤها عام 2010م بأمر من ملك المملكة العربية السعودية الراحل عبد الله بن عبد العزيز آل سعود، ويديرها مجلس أمناء مكوّن من أبناء الملك، ويرأس مجلس الأمناء الأمير متعب بن عبدالله بن عبدالعزيز، فيما يرأس مجلس الإدارة الأستاذ الدكتور خالد بن محمد العيبان.
وتتنوع مجالات المؤسسة ومشاريعها في 7 محاور محددة، وهي: التعليم، والحوار، والتنمية الاجتماعية، والأمن والسلام، والتنمية الاقتصادية، والرعاية الصحية، والعلوم والتقنية.
ويعد برنامج الملك عبد الله بن عبد العزيز -يرحمه الله- للأعمال الخيرية هو المظلة الأكبر لأعمالها، حيث يقدم مشاريعه الـ12 في 17 دولة حول العالم. ويتبع للمؤسسة 10 كيانات وقفية متعددة المجالات، وتتوزع مقارها بين السعودية ودول العالم.

## تأسيس المؤسسة
أصدر الملك عبد الله بن عبد العزيز آل سعود عام 2010 أمرًا ملكياً بإنشاء مؤسسة تحت اسم "مؤسسة خادم الحرمين الشريفين الملك عبد الله العالمية للأعمال الإنسانية" وبحسب الأمر فهي تهدف إلى نشر التسامح والسلام، وتحقيق الرفاهية، وتطوير العلوم. 

## مجلس الأمناء
هو السلطة الأعلى في المؤسسة ويتكوّن من أبناء الملك عبد الله بن عبد العزيز مؤسس المؤسسة، ومن مهام المجلس النظر في الخطط والمبادرات الاستراتيجية والخطوط العريضة للمشاريع والبرامج والسياسات العامة للمؤسسة والبت فيها، إضافةً إلى إقرار الأنظمة واللوائح، ويتكوّن من:
- الأمير خالد بن عبد الله بن عبد العزيز آل سعود - عضوًا
- الأمير متعب بن عبد الله بن عبد العزيز آل سعود - رئيس مجلس الأمناء
- الأمير عبد العزيز بن عبد الله بن عبد العزيز آل سعود - نائب رئيس مجلس الأمناء
- الأمير فيصل بن عبد الله بن عبد العزيز آل سعود - عضوًا
- الأمير مشعل بن عبد الله بن عبد العزيز آل سعود - عضوًا
- الأمير تركي بن عبد الله بن عبد العزيز آل سعود - عضوًا
- الأمير سعود بن عبد الله بن عبد العزيز آل سعود - عضو مجلس الأمناء، ونائب رئيس مجلس الإدارة
- الأمير منصور بن عبد الله بن عبد العزيز آل سعود - عضوًا
- الأمير محمد بن عبد الله بن عبد العزيز آل سعود - عضوًا
- الأمير ماجد بن عبد الله بن عبد العزيز آل سعود - عضوًا
- الأمير مشهور بن عبد الله بن عبد العزيز آل سعود - عضوًا
- الأمير سعد بن عبد الله بن عبد العزيز آل سعود - عضوًا
- الأمير بدر بن عبد الله بن عبد العزيز آل سعود - عضوًا
- الأمير سلطان بن عبد الله بن عبد العزيز آل سعود - عضو مجلس الأمناء، ورئيس مجلس الإدارة
- الأمير بندر بن عبد الله بن عبد العزيز آل سعود- عضوًا

## الكيانات التابعة
تتبع للمؤسسة عدة كيانات مختلفة يقع مقرها في السعودية باستثناء واحدة منها فهي تتخذ الدار البيضاء في المغرب مقرًا لها وهي:
- مؤسسة الملك عبد العزيز ورجاله للموهبة والإبداع (موهبة). - السعودية (الرياض)
- وقف خادم الحرمين الشريفين الملك عبد الله بن عبد العزيز آل سعود لمؤسسة الملك عبد العزيز ورجاله للموهبة والإبداع. - السعودية (الرياض)
- مكتبة الملك عبد العزيز العامة. السعودية (الرياض) ولها فرع في الصين (بكين)
- مركز توثيق سيرة الملك عبد الله بن عبد العزيز آل سعود. السعودية (الرياض)
- مؤسسة الملك عبد العزيز آل سعود للدراسات الإسلامية والعلوم الإنسانية. المغرب (الدار البيضاء)
- اسطبلات أبناء الملك عبد الله بن عبد العزيز. السعودية (الرياض)
- مؤسسة الملك عبد الله بن عبد العزيز لوالديه للإسكان التنموي. السعودية (الرياض)
- جامع الملك عبد الله بن عبد العزيز آل سعود (الرحمانية). السعودية (الرياض)
- وقف خادم الحرمين الشريفين الملك عبد الله بن عبد العزيز لوالديه. السعودية (المدينة المنورة)
- متحف الملك عبد الله بن عبد العزيز آل سعود. السعودية (الرياض)

## مشاريع المؤسسة
هي المشاريع التي أطلقتها المؤسسة منذ تأسيسها، وتبلغ نحو 14 مشروع في 18 دولة وهي: بنغلاديش - ميانمار - إندونيسيا – اليمن – باكستان – الهند – أفغانستان – طاجيكستان - قرغيزستان – الصومال - النيجر - غينيا - ليبيريا – سيراليون – السودان – مالي - مصر - الأردن

### برنامج الملك عبد الله بن عبد العزيز للأعمال الخيرية (فاعل خير)
هو برنامج أطلقه الملك عبد الله بن عبد العزيز، وعهد تنفيذه إلى مجموعة البنك الإسلامي للتنمية وكان يُسمى "فاعل خير"، إذ رفض الملك عبد الله بن عبد العزيز حينها الكشف عن هويته وطلب أن يكون التبرع مجهولاً حتى وفاته، وأعلن بعدها البنك عن مساهمته، واستمرت المؤسسة في المشاريع التي أطلقها البرنامج مع مشاريع إغاثية جديدة حتى اليوم.

## مشاريع البرنامج[2]
| صور المشروع | اسم المشروع                                                  | الدولة                            | نبذة | سنة الإطلاق |
| ----------- | ------------------------------------------------------------ | --------------------------------- | --- | ----------- |
|             | كفالة أيتام ضحايا تسونامي                                    | إقليم باندا آتشيه بإندونيسيا      | مساعدة المتضررين من إعصار تسونامي بإندونيسيا، وكفل أكثر من ألفين يتيم | 2006        |
|             | بناء الملاجئ والمدارس "إعصار سدر"                            | بنجلاديش                          | بناء ملاجيء ومدارس للمتضررين من كارثة الإعصار “سدر”، | 2007        |
|             | تمويل المشاريع الصغيرة                                       | بنجلاديش                          | يرافق مشروع الملاجيء، ويقدم مساعدته للسكان لإستعادة أعمالهم المتضررة من الإعصار | 2007        |
|             | العيادات الطبية العائمة                                      | بنجلاديش                          | تشبه العيادات المتنقلة، ولكن في المسطحات المائية، وصُممت لتستجيب لهذه الحاجة وتصل إلى المتضررين بسهولة | 2015        |
|             | مركز أمراض القلب والرعاية الصحية                             | أفغانستان                         | إنشاء مركز للقلب وأربع مراكز للرعاية الصحية الشاملة لخفض معدل الوفيات إثر أمراض القلب والأزمات الصحية | 2015        |
|             | مساعدة المجتمعات المسلمة المحتاجة                            | بنجلاديش – ماينمار                | إنشاء مستشفى ميداني للنساء والأطفال، وفصول تعليم تأسيسة للأطفال والمراهقين، وسلات غذائية في ملجأ كوكس بازار. | 2015        |
|             | مشروع مجمع الملك عبد الله بن عبد العزيز في الجامعة الإسلامية | النيجر                            | تأسيس 6 كليات: التمريض والعلوم الصحية - الاقتصاد وعلوم الإدارة - العلوم والتقنية - الإعلام والاتصال - اللغة العربية والعلوم الإنسانية - الشريعة والقانون، وإنشاء مكتبة مركزية – جامع – مبنى مخصص للمطاعم والأنشطة الطلابية – سكن لـ1500 طالب وطالبة. | 2015        |
|             | مشروع الآبار الجوفية والعميقة والمدارس                       | الصومال                           | حفر آبار عميقة لسقيا الناس والماشية والزرع | 2015        |
|             | مشروع محاربة وباء الإيبولا                                   | مالي - سيراليون - غينيا - ليبيريا | استهدف المشروع مساعدة سكان غرب أفريقا المعرضين للإصابة بوباء الإيبولا بالرعاية الصحية اللازمة | 2015        |

## مراكز الغسيل الكلوي
يصنف كأكبر مشروع خيري لرعاية مرضى الكلى في السعودية تم تدشينه عام 2014م، وأسس حتى اليوم 6 مراكز في عدة مناطق في المملكة، ومما يقدمه المشروع هو توفير إجمالي 600 مليون ريال سنوياً من كلفة العلاج على المرضى المستفيدين الذين يعانون تبعات الفشل الكلوي، وانتقل الإشراف عليها من المؤسسة إلى الشؤون الصحية بوزارة الحرس الوطني السعودية.

## ترميم وتطويرالأزهر الشريف
بادر بالمشروع الملك عبد الله بن عبد العزيز آل سعود عام 2014بعد اطلاعه على تقارير فنية مستفيضة لخبراء في منظمة اليونسكو توضح حاجة الأزهر الشريف (الجامع ومؤسساته العلمية) إلى عملية ترميم إنقاذية شاملة، ولم يكن معلناً مبادرته خلال حياته، وعُرف بأنه خلف المبادرة بعد وفاته –رحمه الله-.  

## رسل السلام
هو مشروع عالمي يجمع الكشافة حول العالم، ليكونوا رسلاً للسلام، وانبثقت فكرته من كلمة ألقاها الملك الراحل عبد الله بن عبد العزيز آل سعود عام 2001م خلال استقباله مشاركي المؤتمر الكشفي العربي الثالث والعشرين والذي عُقد في الرياض.  
وتركزت أنشطة رسل السلام على المبادرات والحوار وحل النزاعات، وتكوين الشبكات التي تحقق الانتشار والتوسع بما يحقق الأهداف المرجوة منه.  

## وصلات خارجية
- الموقع الرسمي